# Postupimská deklarace
Postupimská deklarace je výzva Japonsku ke kapitulaci v druhé světové válce, kterou vydaly Spojené státy, Spojené království a Čína v průběhu postupimské konference.
26. července 1945 vydali americký prezident Truman, britský premiér Churchill a čínský prezident Čankajšek dokument, ve kterém vymezili svoje požadavky na kapitulaci Japonska. Toto ultimátum vyhrožovalo Japonsku, že pokud se nevzdá, „bude okamžitě a úplně zničeno“. Japonská vláda nejprve deklaraci odmítla, načež Truman schválil atomové bombardování japonských měst.

## Obsah deklarace
V dokumentu jsou jasné formulace, že není k vyjednávání – „Neustoupíme z něj. Nejsou alternativy. Nestrpíme odklad.“ Body deklarace lze shrnout:
- trvalé zamezení moci a vlivu těch, kteří oklamali a svedli japonský lid na cestu světových výbojů
- okupace míst japonského území bude určena spojenci
- suverenita Japonska bude omezena na ostrovy Honšú, Hokkaidó, Kjúšú, Šikoku a některé malé ostrovy, které spojenci určí, jak bylo oznámeno v Káhirské deklaraci v roce 1943[1]
- japonské ozbrojené síly budou zcela odzbrojeny
- všichni váleční zločinci,[1] včetně těch, kteří zacházeli krutě se zajatci, budou přísně potrestáni

Na druhé straně deklarace slibovala, že:
- nemáme v úmyslu, aby Japonci byli zotročeni jako rasa nebo jako národ zničeni… Japonská vláda musí zrušit veškeré překážky obrození a posílení demokratických tendencí japonského lidu. Musí být zavedena svoboda slova, náboženského vyznání a názorů, jakož i respekt k základním lidským právům.
- Japonsku bude povoleno zachovat průmysl, aby posílilo svoje hospodářství a umožnilo vymáhání spravedlivých reparací, nikoli však takový, který by umožnil nové vyzbrojení.
- okupační síly budou z Japonska staženy, jakmile se uvedené záměry splní a bude nastolena, v souladu se svobodnou vůlí japonského lidu, mírumilovná a odpovědná vláda.

Jediná zmínka o bezpodmínečné kapitulaci přichází na konci deklarace:
- vyzýváme japonskou vládu, aby ihned vyhlásila bezpodmínečnou kapitulaci všech japonských ozbrojených sil a poskytla jasné a odpovídající záruky své dobré vůle v této věci. Alternativou pro Japonsko je okamžité a úplné zničení.

Oproti původnímu záměru se deklarace nijak nezmiňovala o císaři. Ovšem vyžadovala, aby strůjci výbojů byli navždy zbaveni moci a vlivu. Spojenecké záměry s císařem, což byla pro Japonce nejdůležitější otázka, tak zůstaly nevyřčeny. Hrozba okamžitým a úplným zničením se později vysvětlovala jako výhrůžka atomovou bombou, která byla úspěšně vyzkoušena těsně před zahájením postupimské konference 16. července 1945.

## Letáky a vysílání
Rozsah spojeneckých požadavků zdůraznil úspěchy, jichž ve válce dosáhli nepřátelé Japonska. Japonská vláda deklaraci nezveřejnila. Naproti tomu Američané ultimátum vysílali a shazovali letáky na japonské území. Přestože sbírání letáků, jakož i poslech cizího rozhlasu byly trestné, byla snaha seznámit Japonce s hlavními body deklarace úspěšná. V důsledku toho se premiér Kantaró Suzuki musel sejít se zástupci tisku, jimž oznámil závazek vlády, že bude ignorovat požadavky Spojenců a pokračovat v boji.

## Následky odmítnutí deklarace
V důsledku odmítnutí deklarace byly shozeny atomové bomby na Hirošimu a Nagasaki (6. a 9. srpna 1945) a Sovětský svaz napadl Japonsko (8. srpna). Přesto se japonské nejužší vedení, zvané velká šestka, po nepřetržitém zasedání 9. srpna nedokázalo shodnout, zda deklaraci přijme. Teprve rozhodnutím přivolaného císaře Hirohita souhlasilo s deklarací za podmínky, že nebudou ohroženy císařovy výsady. Prostřednictvím švýcarského velvyslanectví zaslal ministr zahraničí spojencům depeši, že Japonsko deklaraci přijímá za této podmínky. Stejnou cestou zaslali spojenci 12. srpna svoji odpověď, že „od okamžiku kapitulace bude autorita císaře a japonské vlády podřízena nejvyššímu veliteli spojeneckých sil, jenž přijme kroky, které bude považovat za nezbytné k uskutečnění podmínek kapitulace… Konečná forma vlády nad Japonskem bude nastolena, v souladu s Postupimskou deklarací, podle svobodně vyjádřené vůle japonského lidu.“

## Přijetí deklarace
Ve dnech 13. a 14. srpna japonské vedení zasedalo, aniž by přijalo jakékoli rozhodnutí ohledně kapitulace. Obrat nastal teprve v důsledku zintenzivnění vojenské činnosti spojenců, která byla v posledních dnech utlumena, zejména díky masivnímu bombardování japonských průmyslových cílů během 14. srpna. V podvečer požádal císař vládu, aby mu připravila projev, se kterým chtěl vystoupit v rozhlasovém vysílání.
Večer došlo k pokusu o puč vedenému důstojníky generálního štábu a císařskou gardou, jehož cílem bylo kapitulaci zabránit. Přestože povstalci obsadili císařský palác a vysílací studio, nepodařilo se jim najít desky s projevem, který byl nahrán kolem jedenácté večer. K povstání se nepřidal žádný z generálů, jednotky věrné císaři se blížily, a tak se v ranních hodinách povstání rozpadlo. Mezitím odeslala japonská vláda depeše spojencům, že Postupimskou deklaraci přijímá. Císařův projev byl odvysílán 15. srpna ve 12:00 místního času.
Kapitulace se realizovala pozvolna, poslední letecké boje proběhly 18. srpna, zatímco odpor proti sovětům trval o několik dní déle, a to především na Kurilách. Mnohé jednotky, zejména v jihovýchodní Asii, kapitulovaly až v průběhu září.
Někteří jednotliví japonští vojáci na tichomořských ostrovech, v domnění, že válka stále pokračuje, udrželi svůj odpor po dobu téměř třiceti let.